# Qué vachaché
«Qué vachaché» es un tango que a veces se nombra como «¿Qué va cha ché?», cuya letra y música pertenecen a Enrique Santos Discépolo. Fue estrenado por Mecha Delgado en Montevideo y después lo cantó Tita Merello en Buenos Aires el 22 de marzo de 1926 en el Teatro Apolo. Diversos intérpretes lo grabaron, comenzando por el registro de  Carlos Gardel con acompañamiento de guitarras en Barcelona en diciembre de 1927 según Romano o en 1928 según Gobello.. El tango ha sido visto como una crítica a una sociedad cuyo autor veía más preocupada por el dinero que por los valores morales.

## El autor
Enrique Santos Discépolo (Buenos Aires, 27 de marzo de 1901 - Buenos Aires, 23 de diciembre de 1951) fue un compositor, músico, dramaturgo y cineasta argentino. Entre los tangos de autoría que se recuerdan especialmente se encuentran «Cambalache», «Chorra» y «Uno». También era conocido como Discepolín ya que tenía un hermano, Armando Discépolo, que era un destacado director teatral y dramaturgo.

## Historia
«Qué vachaché» fue creado durante una gira por Uruguay de la Compañía Rioplatense de Sainetes y lo estrenó en Montevideo Mecha Delgado en 1926 sin que tuviera aceptación y luego lo cantó Tita Merello en el Teatro Apolo de Buenos Aires en el marco de la revista Así da gusto vivir, donde también fracasó, pero el éxito de Azucena Maizani con «Esta noche me emborracho» en 1928 le dio nuevo impulso a este tango.
El Ministerio de Marina del que dependía en ese momento el control de las radioemisoras del país, por una resolución de 1929 prohibió la difusión por ese medio de los tangos de Enrique Santos Discépolo,  «Esta noche me emborracho», «Chorra» y «Qué vachaché».
A partir de 1943 en el marco de una campaña iniciada por el gobierno militar que obligó a suprimir el lenguaje lunfardo, como así también cualquier referencia a la embriaguez o expresiones que en forma arbitraria eran consideradas inmorales o negativas para el idioma o para el país obligó a reformar algunos títulos y letras para permitir su difusión radiofónica y así «Que vachaché» pasó a llamarse «Qué vamos a hacerle».
Las restricciones continuaron al asumir el gobierno constitucional del general Perón y en 1949 directivos de Sadaic le solicitaron al administrador de Correos y Telecomunicaciones en una entrevista que se las anularan, pero sin resultado. Obtuvieron entonces una audiencia con Perón, que se realizó el 25 de marzo de 1949, y el presidente –que afirmó que ignoraba la existencia de esas directivas- las dejó sin efecto.

## Comentarios
Álvaro Ojeda dice que esta historia de una mujer reclamando a su compañero que dejara de lado ciertos ideales de cambio social, de solidaridad con los caídos en desgracia, rezuma escepticismo fatalista y sabiduría popular: «El verdadero amor se ahogó en la sopa/ la panza es reina y el dinero es Dios», son versos que prefiguran el tango «Cambalache».

## Grabaciones
Además de Gardel, lo grabaron, entre otros, Roberto Fugazot en Barcelona, para Odeon; Juan D’Arienzo con la voz de Carlos Dante para la discográfica Electra en 1927; Diana Durán para Columbia en 1953; Roberto Rufino con la orquesta dirigida por Leo Lipesker en 1959 para RCA Victor; Tita Merello con su orquesta para Odeon en mayo de 1960; Tania con la orquesta de Armando Lacava en 1961 para Music-Hall.

## Aclaración sobre algunas voces
- Engrupir: engañar, seducir.[9]
- Gillito ( diminutivo de gil): bobo, tonto (del caló jil).[10]
- Morfar: comer y también matar, voz proveniente del gergo.[11]
- Otario: tonto, bobo, en alusión al género de focas otaria.[12]
- Quevachaché: qué vas a hacer.
- Requeteamurada: (de amurar) abandonar (del genovés amurrá, encallar, varar).[13]